# 盘龙笋螺
盘龙笋螺（学名：Duplicaria evoluta），是新腹足目笋螺科栉笋螺属的一种。主要分布于韩国、中国大陆、台湾，常栖息在浅海砂底、潮下带。